# Kidada Jones
Kidada Ann Jones (ur. 22 marca 1974 w Los Angeles) – amerykańska aktorka, modelka i projektantka mody. Córka Quincy’ego Jonesa i Peggy Lipton, siostra Rashidy Jones.

## Życiorys

### Wczesne Życie
Jones jest starszą córką muzyka Quincy’ego Jonesa i aktorki Peggy Lipton. Jest pochodzenia żydowskiego i afroamerykańskiego.
Wychowała się w Bel Air razem z siostrą Rashidą, aktorką i scenarzystką. Po tym jak jej rodzice się rozwiedli kiedy miała jedenaście lat, Jones mieszkała z ojcem podczas gdy jej siostra mieszkała z matką. W wieku dziewiętnastu lat porzuciła naukę na Fashion Institute of Design & Merchandising, aby pracować z projektantem Tommym Hilfigerem.

### Kariera
Pracowała jako stylistka celebrytów dla magazynu jej ojca, Vibe. Rozgłos zyskała po tym jak ubrała Michaela Jacksona, który pojawił się na okładce magazynu w 1995 roku. Była odpowiedzialna za projekty linii ubrań dla marki własnej rapera Snoop Dogga.
Przez osiem lat pracowała jako muza dla Tommy’ego Hilfigera. W tamtym czasie pojawiła się także na okładkach magazynów Elle, Vogue i Harper’s Bazaar.
Od 2005 roku pracuje dla The Walt Disney Company. W 2017 roku wydała książkę School of Awake, która ma na celu wzmocnić młode dziewczyny. Pojawiła się w programie Oprah Winfrey, Super Soul Sunday.

### Życie Prywatne
Od 1992 do 1994 roku była w związku z raperem LL Cool J.
Była partnerką rapera Tupaca Shakura. Kiedy Tupaca postrzelono 7 września 1996 roku, Jones była w ich pokoju hotelowym w Las Vegas oraz była w szpitalu kiedy umarł sześć dni później. W 1999 spotykała się z Leonardo DiCaprio.
Podczas modelowania dla Hilfigera, poznała piosenkarkę Aaliyah, która była jej bliską przyjaciółką.
W latach 2003–2006 była żoną Jeffreya Nasha.